# Safenwil

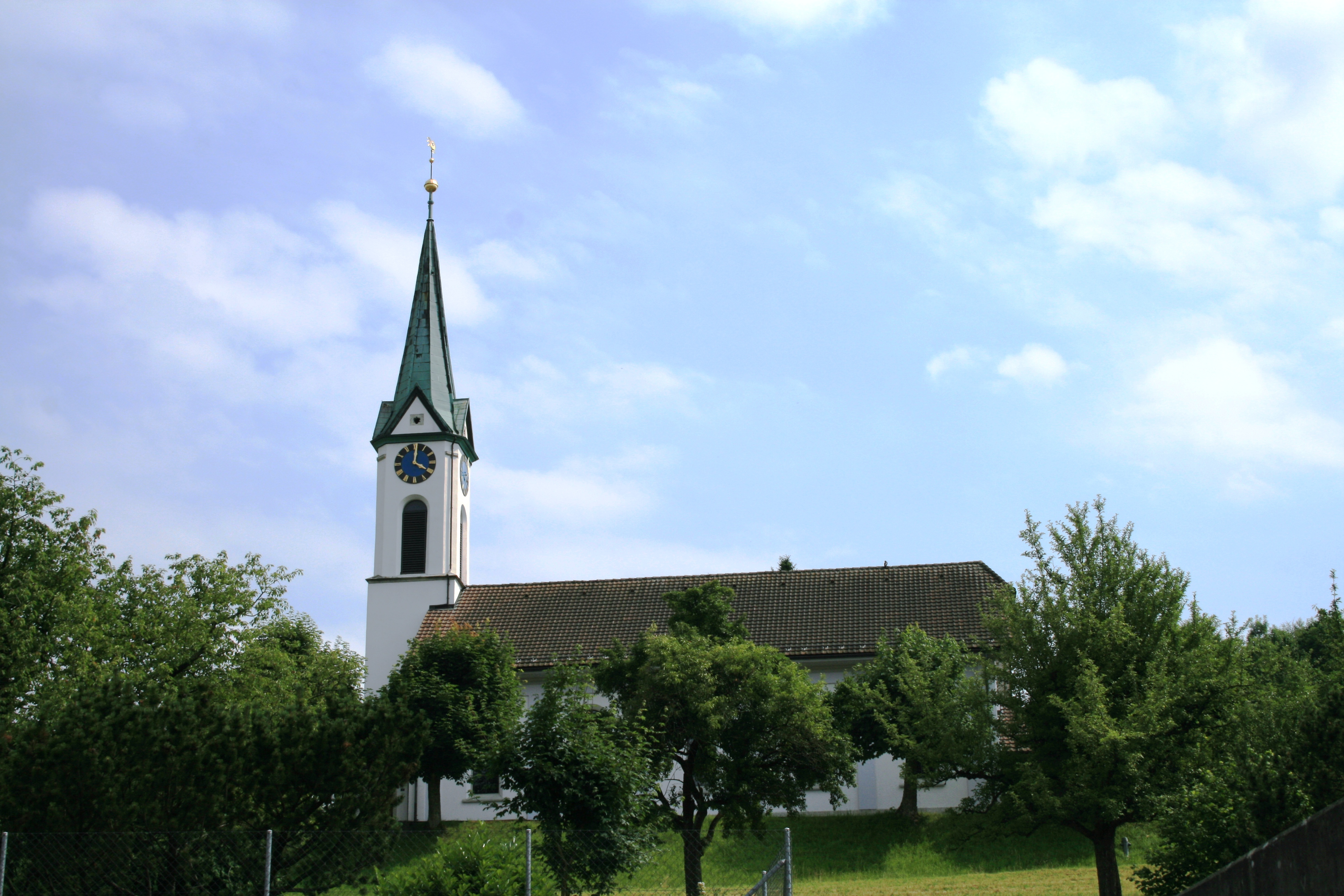
Kyrkan i Safenwil.

Safenwil (schweizertyska: Saafewyl) är en ort och kommun i distriktet Zofingen i kantonen Aargau, Schweiz. Kommunen har 4 564 invånare (2023).